# オトナ養成所 バナナスクール
『オトナ養成所 バナナスクール』（オトナようせいじょ バナナスクール）は、2014年10月14日から東海テレビ及び一部のフジテレビ系列で放送されていた深夜バラエティ番組。バナナマンの冠番組である。
2017年4月4日から2018年3月28日（27日深夜）までは『キテるにハマる!課外授業 バナナスクール2』（キテるにハマる!かがいじゅぎょう バナナスクール2）」に改題リニューアルして放送されていた。

## 概説
『バナナマンのブログ刑事』、『芸能人更生バラエティ バナナ塾』に続き、バナナマンと大島麻衣の第3シーズン番組である。年齢・収入は“オトナ”だが、中身が“中ニレベル”のバナナマンと大島麻衣が毎回、年相応に見合うオトナになるべく「オトナの授業」を受ける。内容は前2番組から変更され、バナナマンと大島麻衣が生徒役となり、「週替わりMC」と講師の「オトナティーチャー」を招いて様々なことに挑戦するという、ロケがメインの番組となっている。
2015年2月3日から、佐野プロデューサーの「週替わりMC要らないじゃない?」の一言で「週替わりMC」が廃止。「オトナティーチャー」か大島が司会進行をする事となった。
2018年3月14日（13日深夜）放送回にて、翌週の放送回をもって『ブログ刑事』から続いたバナナマンと大島麻衣のバラエティシリーズを終了する事を発表した。2018年3月28日（27日深夜）放送回が最終回となり、『ブログ刑事』から数えて約8年8ヶ月の歴史に幕を下ろした。
『ブログ刑事』と『バナナ塾』においては、過去に放送された内容を収録したDVDが定期的に発売されていたが、『バナナスクール』及び『バナナスクール2』に関しては1度もDVDが発売される事は無いまま番組が終了している。

## 出演者
MC
- バナナマン（設楽統・日村勇紀）
- 大島麻衣

## ネット局
| 放送対象地域   | 放送局             | 系列                          | 放送日時           | 放送期間                       | 遅れ       | 脚注          |
| -------------- | ------------------ | ----------------------------- | ------------------ | ------------------------------ | ---------- | ------------- |
| 中京広域圏     | 東海テレビ         | フジテレビ系列                | 火曜 24:40 - 25:10 | 2014年10月14日 - 2018年3月28日 |            | 制作局        |
| 富山県         | 富山テレビ         | フジテレビ系列                | 水曜 25:45 - 26:15 | 2014年10月22日 -               | 8日遅れ    |               |
| 岡山県・香川県 | 岡山放送           | フジテレビ系列                | 水曜 25:30 - 26:00 | 2014年10月30日 - 2016年3月30日 | 15日遅れ   |               |
| 北海道         | 北海道文化放送     | フジテレビ系列                | 水曜 24:55 - 25:25 | 2014年11月5日 -                | 22日遅れ   |               |
| 長野県         | 長野放送           | フジテレビ系列                | 木曜 25:00 - 25:30 | 2014年11月13日 - 2018年5月24日 | 30日遅れ   |               |
| 新潟県         | 新潟総合テレビ     | フジテレビ系列                | 月曜 25:30 - 26:00 | 2014年11月17日 - 2018年3月26日 | 90日遅れ   | [ 12 ]        |
| 福島県         | 福島テレビ         | フジテレビ系列                | 木曜 25:05 - 25:35 | 2014年11月20日 -               | 37日遅れ   |               |
| 秋田県         | 秋田テレビ         | フジテレビ系列                | 火曜 24:25 - 24:55 | 2014年12月17日 -               | 64日遅れ   |               |
| 熊本県         | テレビくまもと     | フジテレビ系列                | 土曜 25:05 - 25:35 | 2014年12月20日 -               | 67日遅れ   |               |
| 長崎県         | テレビ長崎         | フジテレビ系列                | 火曜 25:45 - 26:15 | 2015年1月7日 -                 | 97日遅れ   | [ 13 ] [ 14 ] |
| 関西広域圏     | 関西テレビ         | フジテレビ系列                | 金曜 4:57 - 5:25   | 2015年1月8日 - 2018年9月14日   | 86日遅れ   | [ 15 ]        |
| 高知県         | 高知さんさんテレビ | フジテレビ系列                | 木曜 25:55 - 26:25 | 2015年1月9日 -                 | 87日遅れ   |               |
| 大分県         | テレビ大分         | フジテレビ系列 日本テレビ系列 | 金曜 25:58 - 26:28 | 2015年1月10日 -                | 88日遅れ   |               |
| 山形県         | さくらんぼテレビ   | フジテレビ系列                | 月曜 24:35 - 25:05 | 2015年3月9日 -                 | 118日遅れ  |               |
| 宮城県         | 仙台放送           | フジテレビ系列                | 月曜 25:30 - 26:00 | 2015年3月20日 -                | 45日遅れ   | [ 18 ]        |
| 広島県         | テレビ新広島       | フジテレビ系列                | 火曜 25:25 - 25:55 | 2015年3月27日 -                | 164日遅れ  |               |
| 石川県         | 石川テレビ         | フジテレビ系列                | 土曜 25:15 - 25:45 | 2015年4月1日 -                 | 39日遅れ   | [ 20 ]        |
| 静岡県         | テレビ静岡         | フジテレビ系列                | 水曜 25:35 - 26:05 | 2015年4月9日 -                 | 128日遅れ  | [ 21 ]        |
| 福井県         | 福井テレビ         | フジテレビ系列                | 火曜 25:10 - 25:40 | 2015年5月12日 -                | 224日遅れ  |               |
| 神奈川県       | テレビ神奈川       | 独立局                        | 金曜 23:00 - 23:30 | 2015年12月4日 -                | 445日遅れ  |               |
| 福岡県         | テレビ西日本       | フジテレビ系列                | 不定期放送         | 不定期放送                     | 不定期放送 | 不定期放送    |
| 岩手県         | 岩手めんこいテレビ | フジテレビ系列                | 不定期放送         | 不定期放送                     | 不定期放送 | 不定期放送    |

## スタッフ
- ナレーション：服部潤
- 構成：木南広明、成瀬正人
- TD/AUD：藤田勝巳
- CAM：古俣智則（毎週）、大八木滋、澤田基宏（週替り）
- VE：早川友也、陳尾博幸、小田圭介（週替り）
- AUD：堀田博之
- EED：木戸利彦
- MA：伊藤剛
- CG：奥田真也
- 音効：岡沢秀二
- 技術協力：フジ・メディア・テクノロジー、オムニバス・ジャパン
- デスク：板山菜摘、栗原弘実
- AP：堀田亮子、勝又郁乃
- AD：伊波希
- ディレクター：若松芳行／田上晃一、渡辺康史、小林悦子
- 総合演出：有田武史(D:COMPLEX)
- プロデューサー：稲吉豊
- 制作協力：D:COMPLEX
- 制作著作：東海テレビ放送

### 過去のスタッフ
- EED：宮原明男
- デスク：清水雅子、北澤(山村)香名
- AP：加藤千穂、田澤春菜
- AD：湯浅遼
- ディレクター：川上大幾
- プロデューサー：永盛健之
- チーフプロデューサー：佐野雅彦

## リリース作品
2018年現在も東海テレビオンラインショップ内で販売されている。
- バナナスクールTシャツ